# Боргштедт
Боргштедт (нем. Borgstedt, дат. Borgsted) — коммуна в Германии, в земле Шлезвиг-Гольштейн. 
Входит в состав района Рендсбург-Экернфёрде. Подчиняется управлению Виттензее.  Население составляет 1317 человек (на 31 декабря 2010 года). Занимает площадь 9,40 км².